# 維堡灣
60°35′N 28°31′E / 60.583°N 28.517°E

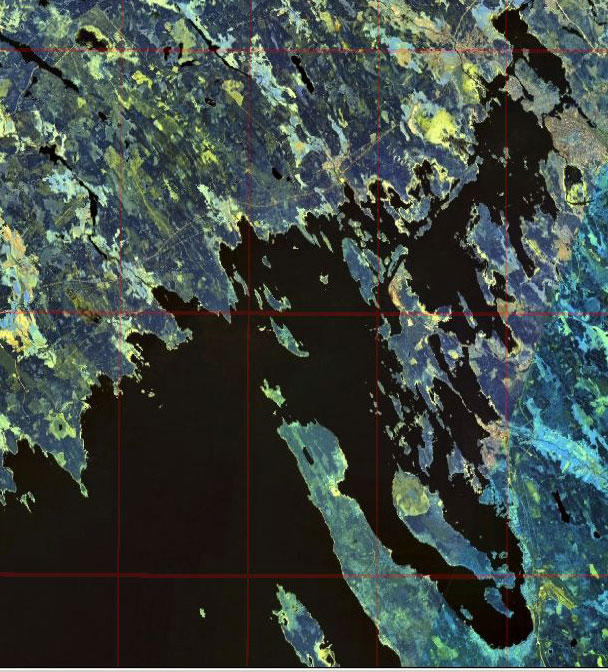

維堡灣（Выборгский залив）是俄羅斯旳海灣，位於波羅的海的芬蘭灣東端，毗鄰該國城市維堡，由列寧格勒州負責管轄，該海灣有多個島嶼，沿岸有港口設施。